# モントリオール・ロコモティブ・ワークス
モントリオール・ロコモティブ・ワークス(MLW)は、かつてカナダに存在した機関車製造メーカーである。1883年から1985年まで蒸気機関車とディーゼル機関車を製造し、本社と工場はケベック州モントリオールに所在した。

## 年表
- 1883年 - ロコモティブ・アンド・マシン・カンパニー・オブ・モントリオール設立
- 1901年 - アメリカン・ロコモティブ（アルコ）設立
- 1904年 - アルコがロコモティブ・アンド・マシン・カンパニー・オブ・モントリオールを買収、MLWとなる
- 1949年 - アルコのディーゼル機関車を販売
- 1951年 - 大型ディーゼル機関車の製造を開始
- 1964年 - アルコがウォーシントンに買収され、MLWはMLWウォーシントンとなる
- 1967年 - ウォーシントンがスチュードベーカーと合併し、アルコはその子会社に
- 1970年 - ディーゼルエンジン設計部門を売却
- 1975年 - ボンバルディア・トランスポーテーションがMLWウォーシントンの株を大量取得
- 1985年 - 機関車製造から撤退
- 1988年 - MLWの工場を売却

## 歴史

### 設立
1883年、成長しつつあったカナダ国内市場に向けて機関車を製造するために、ロコモティブ・アンド・マシン・カンパニー・オブ・モントリオール（Locomotive and Machine Company of Montreal Limited）として設立された。当時のカナダ国内では、カナダ太平洋鉄道、グランド・トランク鉄道、インターコロニアル鉄道がとくに有力な購買者とみられていた。

### アルコによる買収
1901年、アメリカにおいて、いくつかの機関車製造会社が合併してアメリカン・ロコモティブ（アルコ）がニューヨーク州スケネクタディに設立された。1904年、アルコはカナダ市場への進出を目論んでロコモティブ・アンド・マシン・カンパニー・オブ・モントリオールを買収。在モントリオールの子会社とし、数年後、会社名をモントリオール・ロコモティブ・ワークス（以下MLWと記述）と改称した。
MLWはアルコが設計した機関車を製造する唯一の工場となり、カナダ市場で大きな勢力を占めた。鉄道の大発展期となった1900年から1915年にかけて、前例のないほど大量に受注した。というのも、アメリカで製造した機関車をカナダの鉄道が輸入して使用するには関税がかかるため、カナダ国内で製造する機関車に注文が殺到したのである。その後、いくつかの鉄道会社が破綻し、それらを救済・統合した国有鉄道であるカナディアン・ナショナル鉄道（CNR）が1918年に成立すると、カナダの連邦政府は機関車を1社だけから購入するのではなく、国内の各メーカーから購入するような方針を立てた。
1920年代から1940年代にかけて、CNRは前身となった各鉄道から継承した機関車の更新の時期にかかった。この時期、MLWは多くの機関車を納入し、継いで第二次世界大戦がはじまると、MLWの工場は連合国向けの軍需物資製造に転換され、生産を拡大していった。

### 第二次世界大戦中
第二次世界大戦中、MLWはカナダ軍やイギリス軍向けに戦車などの生産を行った。アメリカ製のM3中戦車を英連邦国向けに改修したラム巡航戦車、同じくアメリカ製のM4中戦車を英連邦国向けに改修したグリズリー巡航戦車、およびこれらの車台を用いて開発されたセクストン自走砲などが、MLWの製造した装甲戦闘車両として知られている。

### 戦後のディーゼル機関車製造業界
第二次世界大戦の終結後、MLWをはじめとするメーカーは機関車製造に復帰した。MLWはアメリカからの輸入に制限を加える保護貿易政策により、利益を計上し続けた。製造する機関車は蒸気機関車からディーゼル機関車へと替わり、新たな競合メーカーも現れた。
1949年、ゼネラルモーターズの機関車製造部門のカナダでの子会社としてゼネラルモーターズ・ディーゼル（GMD、GM-EMDのカナダにおける子会社）がオンタリオ州ロンドンに設立された。
長年、MLWにとって蒸気機関車製造の競合者であったカナディアン・ロコモティブ・カンパニー（CLC）はボールドウィンの協力を得てボールドウィンやその子会社のホイットコムの機関車を輸入、製造した。ボールドウィンが倒産した後、CLCはフェアバンクス・モース（FM）の機関車をライセンス生産した。なかでも有名なものはトレインマスターである。またGEがアメリカでのロード・スイッチャー市場に参入する前は、GEの機関車も製造した。

### 旅客車の製造
MLWはトロント市地下鉄のM1系という車両も製造した。製造期間は短く、1960年代半ばからはホーカー・シドレー・カナダが受注するようになった。

### ディーゼル機関車への転向
1949年、MLWはGMDに対抗してアルコのディーゼル機関車の販売を始めた。主にスイッチャーで、アルコのものとは多少の意匠の変更を行った。1951年、貨客兼用の大型機関車の製造を開始した。
既にディーゼル化が相当に進んでいたアメリカとは対照的に、1950年代のカナダの鉄道ではまだ蒸気機関車が多く使われていたが、一部を除いて1960年早々にはディーゼル化を完了。1960年代には全盛期となった。機関車メーカーの合従連衡があったアメリカに遅れること15年であった。
1960年代を通じて、CN（旧CNR、MLWの最大の顧客）はいまだに機関車調達は各メーカー満遍なく、という方針のもとにいた。当時、ケベック人のナショナリズムが高揚し、政治的に重要な地域であるケベックに本拠地があるMLWは、ケベック人から好意的な印象を持たれていた。
MLWのスイッチャーは、とくに低速での粘着（レールと車輪のグリップの具合）のよさに主眼を置いて設計されていた。MLWとアルコの車両設計は、電気機器においてGEの協力を得ていた。MLWはカナダの貿易政策による恩恵を被り、輸出を拡大した。カナダの貿易政策は、第三世界を通じての共産主義政府や地域との貿易を制限するアメリカのものよりゆるやかであった。

### MLWウォーシントン時代
MLWの親会社であるアルコは、1960年代に業績が悪化していった。理由は、以前は協業していたGEがアメリカでのスイッチャー製造事業に進出したためである。アルコは1964年に経営的に行き詰まり、ウォーシントンに買収された。アルコの子会社であるMLWの社名はMLWウォーシントンと変更された。
1967年、ウォーシントンはスチュードベーカーと合併し、社名をスチュードベーカー・ウォーシントンと変更。アルコはその子会社となった。1968年、アルコの各部門は独立採算の子会社となり、翌年、改組されてスケネクタディ工場は閉鎖された。機関車の設計はMLWウォーシントンに引き継がれ、ディーゼルエンジンの設計は翌1970年にホワイト・モーターに売却。その後、ディーゼルエンジンの設計はホワイト・インダストリー・パワーを経て1977年にイギリスのゼネラル・エレクトリック・カンパニー（GEC、アメリカのGEとは無関係であり、のちに吸収により消滅）の手に渡り、アルコパワーと改名され、さらに設計部門は1994年にフェアバンクス・モースに譲渡された。
1970年代早期を通じて、MLWウォーシントンはカナダの鉄道向けに第二世代というべき機関車を製造していた。CLCは1969年に撤退し、競合相手は急速に業務規模を拡大していたGMDとなった。この時期のMLWウォーシントンはトレンドの先端を走っており、現代の北米の機関車に見られるカナディアン・セーフティ・キャブにその影響を見ることができる。その最初のものはM-420で、ワイド・ノーズすなわちショート・フードが左右に広いデザインが特徴で、その頭文字Wが形式名に加えられた。すぐに、安全性の高い運転室という設計はカナダの鉄道において重要なものとなった。この運転室のスタイルはアメリカの会社であるEMDやGEは1980年代まで採用しなかったが、現代では標準的なものとなっている。

### ボンバルディアによる買収
1975年、ケベックに本拠地を置くコングロマリット、ボンバルディアの交通輸送部門、ボンバルディア・トランスポーテーションがMLWウォーシントンの株の大部分を取得した。ボンバルディアの傘下で、「MLW」は1980年代はじめまで革新的な機関車設計を続け、その地理的要因と、モントリオールでの重要な雇用企業としての政策的現実から業績を上げてきた。1970年代、ボンバルディアは鉄道車両の製造に進出してきた。主にカナダ国内の通勤列車や地下鉄のものである。1980年、「MLW」はVIA鉄道のためにディーゼルエンジンによる高速鉄道LRCを製造。機関車は2005年まで、客車は2019年現在も使用され続けている。
MLWはまた機関車の駆動方式の研究を進め、駆動用モータに交流モータを使用した試作車両、M-640を1984年にカナダ太平洋鉄道に納めた。現在は完全にボンバルディア傘下にあるが、MLWの工場と設計セクションはCNの要請による信頼性の高い（High reliable=HR）貨物用機関車の設計・製造の最終段階にあった。その機関車は前述のセーフティ・キャブを備えたもので、4動軸のM-420に似たHR-412と車幅を限界まで広げた6動軸のHR-616である。HR-616は、CNの要請で後方視界を向上させたドラッパー・テーパーと呼ばれる特異な形態をしていた。これらの機関車の設計は、CNが1960年代から1970年代初期にかけて導入した30組のMLWとGMDの機関車の老朽取り替え用であった。その老朽化した機関車とは、1990年代半ばまで使用する想定であったにもかかわらず機械的にも電気的にも信頼性が乏しく、失敗作ととらえられており、それがアルコ/MLWの評判でもあった。
1985年、会社組織として再編成され、ボンバルディアは機関車製造事業から撤退し、旅客車製造に専念することとした。休眠中のMLWの工場は1988年にGEに売却され、皮肉にも1960年代製のスイッチャーの取り替え用機関車製造に使用されたが、1993年にはその工場は閉鎖され、2001年には火事で半分が焼け落ちた。残る半分はカナダ自然調査局が使用していた。
2004年、残りの部分が取り壊された。すぐ近くにあったカナダ唯一の家電メーカー、GEカムコ・ウエスチングハウスの工場がその半分の土地を購入し、倉庫兼店舗とした。残りの半分は、いまだガレキの山のある空き地として、高速道路から眺めることができる。
なお、ボンバルディアは2001年にアドトランツを買収し、その技術で機関車製造を再開したが、アルコやMLWの流れとは無関係のヨーロッパの旅客向け機関車の設計手法が採用された。工場は、カナダのケベック州ラポカティエレ、オンタリオ州のサンダー・ベイ、アメリカのバーモント州にある。

## 納入した鉄道会社
- トロント交通局
- VIA鉄道
- カナダ太平洋鉄道
- カナディアン・ナショナル鉄道